# Стервятники (мультфильм)
«Стервятники» — советский рисованный мультфильм-плакат 1941 года, снятый в первые месяцы Великой Отечественной войны режиссёром Пантелеймоном Сазоновым .

## Сюжет
Мультфильм начинается с двух больших глаз, загорающихся в темноте. Эти глаза принадлежат зловещему фашистскому стервятнику (т.е. боевому самолёту). Вместе со своими собратьями он выжидает момента, чтоб атаковать СССР. Но советские бойцы изгоняют и уничтожают захватчиков.